# آلین فرانسیک
آلین فرانسیک (انگلیسی: Alleyne Francique؛ زادهٔ ۷ ژوئن ۱۹۷۶) دونده سرعت اهل گرنادا بود.
وی در مسابقات کشوری و بین‌المللی در مجموع برندهٔ ۲ مدال طلا، ۲ مدال نقره شده‌است.